# Államok vezetőinek listája 416-ban
Ezen az oldalon az i. sz. 416-ban fennálló államok vezetőinek névsora olvasható földrészek, majd országok szerinti bontásban.

## Európa
- Nyugatrómai Birodalom
  - Császár: Honorius (395–423)
  - Consul: Iunius Quartus Palladius
- Keletrómai Birodalom
  - Császár: II. Theodosius (408–450)
  - Consul: II. Theodosius császár

- Vizigótok
  - Király: Wallia (415–418)

- Vandálok
  - Király: Gunderik (406–428)

- Burgundok
  - Király: Gundahar (406–436)

- Szvébek
  - Király: Hermerik (409–438)

## Ázsia
- Armenia
  - Király: Vramsepuh (389-416)
  - Király: III. Khoszroész (416–417)

- Ibériai Királyság
  - Király: Arcsil (411–435)

- India
  - Anuradhapura
    - Király: Mahánáma (412–434)

  - Gupta Birodalom
    - Király: I. Kumaragupta (415–455)

  - Kadamba
    - Király: Raghu (410–425)

  - Pallava
    - Király: III. Szkandavarman (400–438)

  - Vákátaka
    - Király: II. Pravaraszéna (410–440)

- Japán
  - Császár: Ingjó (411–453)

- Kína (Csin-dinasztia)/Tizenhat királyság
  - Császár: Csin An-ti (396–418)
  - Kései Csin: Jao Hszing (394-416)
  - Kései Csin: Jao Hung (416-417)
  - Északi Liang: Csucsu Menghszün (401–433)
  - Nyugati Liang: Li Kao (400–417)
  - Északi Vej: Mingjüan (409–423)
  - Hszia: Holian Popo (407–425)

- Korea
  - Pekcse
    - Király: Csondzsi (405–420)

  - Kogurjo
    - Király: Csangszu (413–490)

  - Silla
    - Király: Silszong (402–417)

  - Kumgvan Kaja
    - Király: Csvadzsi (407–421)

- Szászánida Birodalom
  - Nagykirály: I. Jazdagird (399–421)

## Afrika
- Akszúmi Királyság
  - Akszúmi uralkodók listája

## Amerika
- Palenque
  - Király: K'uk Balam' (397–435)

- Tikal
  - Király: II. Siyaj Chan K’awiil (411–458)

## Egyházfő
- Pápa: I. Innocentius (401–417)

## Fordítás
- Ez a szócikk részben vagy egészben  a   Liste der Staatsoberhäupter 416 című német Wikipédia-szócikk ezen változatának fordításán alapul.  Az eredeti cikk szerkesztőit annak laptörténete sorolja fel. Ez a jelzés csupán a megfogalmazás eredetét és a szerzői jogokat jelzi, nem szolgál a cikkben szereplő információk forrásmegjelöléseként.